# 多孔瘦獅子魚
多孔瘦獅子魚，為輻鰭魚綱鮋形目杜父魚亞目獅子魚科的其中一種，分布於東北大西洋的格陵蘭東南部海域，棲息深度可達900公尺，體長可達3.1公分，為深海底棲性魚類，屬肉食性，生活習性不明。

## 擴展閱讀
維基物種上的相關：多孔瘦獅子魚